# 莊梅岩
莊 梅岩（そう ばいがん、Candace Chong Mui Ngam、キャンディス・チョン・ムインガム、1976年9月9日 - ）は、香港の女性劇作家。香港舞台劇賞の最優秀脚本賞（最佳劇本獎）を多数受賞しており、2010年には、香港芸術発展局から、年度最優秀芸術家賞（演劇）（年度最佳藝術家獎（戲劇））を受賞した。

## 経歴
莊梅岩は福建省生まれで、父親は福建省梅山鎮、母親は安渓県南岩村の出身であり、両親に「梅岩」と名付けられた。莊梅岩は幼少期を出生地で過ごし、父親は福建戯曲（福建省の戯曲（チャイニーズ・オペラ）の演出家（香港では警備員に転職）、母親は小学校教師（香港では工場労働者に転職）で、3歳年下の弟がひとりいた。3歳の時、両親とともに香港へ移住し、香港島石塘咀屈地街の創業中心に定住した。1989年に救恩学校の小学6年生を卒業し、聖保羅男女中学に進んだ。在校中は教養科目を学び、中国語表現の成績が優れていた。また、短編劇の演出や脚本執筆などにも参加した。1995年に中等教育6年生を卒業後、心理学への関心から、香港中文大学社会科学部に入学し心理学を専攻して、栄誉学士号を得て、1999年に卒業した（逸夫書院）。
1999年には亜洲電視の夏季ライター（暑期撰稿員）として働き、『今日睇真D』の制作に関わった。一方、同年9月には香港演芸学院に進み、特別に創作コンテストに参加し、結果として第26回香港青年文学賞（1999年-2000年）演劇高級部門で準優勝した。さらに2001年には香港演芸学院で脚本専攻のポストグラデュエート・ディプロマを取得した。修業前の夏休みを利用して、再び亜洲電視の非常勤ライターとして働き、『香港睇真D』や『尋找他鄉的故事』などの番組の制作に協力した。大学を出た莊梅岩は、程なくして2001年に中英劇団に加わり、彼女が最初に発表した作品は、国境なき医師団を題材とした『留守太平間』であった。その後、莊梅岩は学業に戻り、イギリスのロンドン大学ロイヤル・ホロウェイで演劇修士号を取得するために1年間留学した。
専業脚本家となった彼女は、第12回、第14回、第15回、第19回、第23回、第29回を含む、香港舞台劇賞の最優秀脚本賞を多数受賞している。2016年には、母校である聖保羅男女中学の100周年を祝う莊梅岩為其母校聖保羅男女中學100周年行事の脚本を担当した。2017年には、ViuTVの求めで『短暫的婚姻』の脚本を創作した。この脚本は、後に舞台化された。彼女は、舞台劇以外でも、脚本の翻訳や翻案に取り組んで、『Betrayal』、『The Shape of Things』、『Titus 2.0』などを手掛けており、おもな作品は天地図書が出版した『莊梅岩劇本集』に収められている。

## 作品
荘梅岩の作品は香港で何回も上演され、他の言語に翻訳されて、香港を代表する作品として海外でも上演されている。最初に受賞した作品『留守太平間』は、マカオや日本で、文化交流公演として上演された。日本では2004年7月22日～24日にシアターχで中英劇団公演(古天農演出)・こまつ座特別企画として上演された。台本の中国語版は、香港教育局によって演劇教材が作成され、400以上の中等学校に教師用参考資料として配布され、英語版と日本語版は、それぞれアメリカ合衆国のウェブサイト「Theatre Without Borders」、日本の演劇芸術雑誌『せりふの時代』32号(2004年)に掲載された。
『法吻』は韓国語に翻訳され、ソウル特別市の演劇祭で上演された。『找個人和我上火星（仮訳：私と一緒に火星へ行く人を探して）』は、2008年にマカオ文化センターの小劇場で再演され、2009年に台湾で開催された第7回の中国語演劇祭である「華文戲劇節」に招待された。『聖荷西謀殺案（仮訳：サンノゼ殺人事件）』は第37回香港芸術祭で上演された後、シンガポールのエスプラネード・シアターズ・オン・ザ・ベイに招待されて上演された。荘梅岩の作品には、香港歌劇院の委嘱によるオリジナルオペラ『中山・逸仙』、デビッド・ヘンリー・ウォン（黄哲倫）の作品『Chinglish』の翻訳（『中式英语』）、香港芸術祭の委嘱によるオリジナル劇『野豬』などがある。2014年には、オリジナル舞台劇『杜老誌』の脚本を執筆した。
荘梅岩の舞台劇『5月35日』は、2019年5月末に初演され、開始3時間で完売。その後、7月に追加公演が行われることが発表された。天安門事件から30年後の北京市を舞台とする『5月35日』は、その後、多くの演劇賞を受賞して、日本語にも翻訳され、2022年にPカンパニーが日本初演し、第15回小田島雄志翻訳戯曲賞（作品賞）を受賞した。

## 受賞
- 2000年 第26回香港青年文学賞演劇高級部門準優勝[22]
- 香港演芸学院友誼社獎学金および傑出編劇賞[22]
- 香港演劇協会（中国語版） 傑出した青年作劇賞（傑出青年編劇獎）[22]
- 2003年 第12回香港舞台劇賞 最優秀脚本『留守太平間』
- 2004年 アジアン・カルチュラル・カウンシル（亜洲文化協会） 利希慎（中国語版）獎学金（アメリカ合衆国への1年間の留学資金）[22]
- 2005年 第14回香港舞台劇賞 最優秀脚本『找個人和我上火星』
- 2006年 第15回香港舞台劇賞 最優秀脚本『法吻』
- 2010年 第19回香港舞台劇賞 最優秀脚本『聖荷西謀殺案』
- 2010年 香港芸術発展局（中国語版） 年間最優秀芸術家賞（演劇）（年度最佳藝術家獎（戲劇））[32]
- 2012年 『サウスチャイナ・モーニング・ポスト（南華早報）』の選ぶ香港で最も影響力のある女性25人[33][28]
- 2014年 第23回香港舞台劇賞 最優秀脚本『教授』
- 2020年 第29回香港舞台劇賞 最優秀脚本『5月35日』